# Blood (In-This-Moment-Album)
Blood (englisch für „Blut“) ist das vierte Studioalbum der amerikanischen Band In This Moment. Es wurde am 14. August 2012 veröffentlicht und brachte drei Singles hervor. Anstelle des Metalcore / Alternative Metal Sounds, der auf ihren vorherigen Alben zu finden war, ist dieses Album mehr Nu Metal und Industrial Metal mit elektronischen Elementen beeinflusst. Dieses Album wurde als erstes von der RIAA (Recording Industry Association of America) als Gold angesehen.
Die Band hatte viele Line-Up-Änderungen durchgemacht, die sie in eine schwierige Lage gebracht hatte. Nachdem die Gründungsmitglieder Blake Bunzel und Jeff Fabb gegangen waren, kamen Randy Weitzel und Tom Hane als Nachfolger, so dass Pläne zur Auflösung der Band fallen gelassen werden konnten.

## Über das Album
Die Umgruppierung der Band (Weggang von Jeff Fabb und Blake Bunzel) inspirierte die Band sowohl lyrisch als auch musikalisch. Chris Howorth meinte: „Wir gingen einen anderen Weg, und es war organischer als je zuvor.“
Der Titeltrack „Blood“ wurde Anfang 2012 beim Soundwave Festival erstmals live uraufgeführt, und kurz darauf wurden weitere Tracks des Albums live gespielt, wie „Whore“, „You're Gonna Listen“, „Burn“ und „Adrenalize“.

## Neuausgabe
Die Deluxe Edition des Albums wurde am 14. Dezember 2012 veröffentlicht und enthielt eine Bonus-CD, die ein Cover von „Closer“ von Nine Inch Nails und Remixe ihrer Songs enthielt. Es wurde ausschließlich in allen Hot Topic Stores verkauft. Blood wurde am 21. Januar 2014 als Special Edition neu aufgelegt, mit ihrem Cover von „Closer“ und einer Live-DVD der Band, die im Orpheum Theatre in Madison auftrat. „Closer“ war auch ein Bonustrack bei iTunes.

## Titelliste
| #  | Titel               | Länge |
| -- | ------------------- | ----- |
| 1  | Rise With Me        | 2:07  |
| 2  | Blood               | 3:27  |
| 3  | Adrenalize          | 4:15  |
| 4  | Whore               | 4:05  |
| 5  | You're Gonna Listen | 3:43  |
| 6  | It is Written       | 0:50  |
| 7  | Burn                | 4:44  |
| 8  | Scarlet             | 3:50  |
| 9  | Aries               | 0:41  |
| 10 | From the Ashes      | 4:26  |
| 11 | Beast Within        | 3:49  |
| 12 | Comanche            | 3:17  |
| 13 | The Blood Legion    | 4:29  |
| 14 | 11:11               |       |

Bonus-Songs der iTunes und Special Edition CD / DVD:
| #  | Titel  | Länge |
| -- | ------ | ----- |
| 15 | Closer | 4:50  |

Bonus-Songs der Special Edition CD / DVD:
| #  | Titel             | Länge |
| -- | ----------------- | ----- |
| 1  | It is Written     |       |
| 2  | Rise With Me      |       |
| 3  | Adrenalize        |       |
| 4  | Blazin'           |       |
| 5  | Beast Within      |       |
| 6  | Beautiful Tragedy |       |
| 7  | Into the Light    |       |
| 8  | The Blood Legion  |       |
| 9  | The Gun Show      |       |
| 10 | Whore             |       |
| 11 | Burn              |       |
| 12 | Blood             |       |

Bonus-Songs per Japanische Ausgabe
| #  | Titel                                                             | Länge |
| -- | ----------------------------------------------------------------- | ----- |
| 15 | Remember (ursprünglich eine B-Seite von A Star-Crossed Wasteland) | 4:23  |

Bonus-Songs per Deutsche Wiederveröffentlichungsscheibe
| # | Titel                                 | Länge |
| - | ------------------------------------- | ----- |
| 1 | Closer                                | 4:50  |
| 2 | Blood (Sluggo Remix)                  | 3:53  |
| 3 | Adrenalize (Mr. Kane Remix)           | 3:55  |
| 4 | Whore (Nikka Bling Remix)             | 4:16  |
| 5 | The Blood Legion (Mitch Marlow Remix) | 4:49  |

Bonus-Songs per Hot Topic
| # | Titel                                 | Länge |
| - | ------------------------------------- | ----- |
| 1 | Closer                                | 4:50  |
| 2 | Blood (Sluggo Remix)                  | 3:53  |
| 3 | Adrenalize (Mr. Kane Remix)           | 3:55  |
| 4 | Whore (Nikka Bling Remix)             | 4:16  |
| 5 | The Blood Legion (Mitch Marlow Remix) | 4:49  |